# عملة 1 جنيه مصري
عملة 1 جنيه مصري هي إحدى الفئات النقدية للجنيه المصري.
1 جنيه = 100 قرش = 1000 مليم.

## نبذة عن تاريخ العملة في مصر
في التاريخ الحديث، ظلت مصر بلا وحدة نقدية محددة حتى عام 1834 عندما أصدر الوالي محمد علي فرمانًا بإصدار عملة مصرية قائمة على نظام المعدنين (الذهب والفضة)، وصدرت قطعة من الفضة بقيمة 20 قرشًا (سميت أيضًا "ريال فضة").
ظلت العملات الذهبية والفضية وسيلة التعامل الرئيسية في مصر (بجانب العملات المسكوكة محليًا وأجنبيًا) حتى عام 1898 عندما تأسس البنك الأهلي المصري الذي منحته الحكومة امتيازًا لخمسين عامًا لإصدار الأوراق النقدية القابلة للتحويل إلى ذهب. بدأ إصدار الأوراق النقدية في 3 أبريل 1899. وكانت قيمته تساوي 7.4 جرام من الذهب، وتم استخدام هذا المعيار حتى اندلاع الحرب العالمية الأولى في 1914، حيث تم فكّ ارتباط الجنيه بالذهب وربطه بالجنيه الإسترليني الذي كان يساوي وقتها 0.9 جنيه مصري.

## الإصدارات الورقية

### أولى الإصدارات (1899-1914)[3]
| الإصدار   | الصورة   | الصورة  | الأبعاد   | الوصف          | الوصف        | جهة الإصدار         | دار الطباعة        |
| الإصدار   | الأمامية | الخلفية | الأبعاد   | الوجه الأمامي  | الوجه الخلفي | جهة الإصدار         | دار الطباعة        |
| --------- | -------- | ------- | --------- | -------------- | ------------ | ------------------- | ------------------ |
| 1899-1914 |          |         | 158x81 مم | جملان في صحراء | زخارف هندسية | البنك الأهلي المصري | Bradbury Wilkinson |

### الحماية البريطانية (1914-1924)
توقف طبع أوراق النقد القابلة للتحويل إلى ذهب بمرسوم صدر في 2 أغسطس 1914، وأصبح الجنيه المصري الورقي الوحدة الأساسية للعملة.
| الإصدار   | الصورة   | الصورة  | الوصف             | الوصف        | جهة الإصدار         |
| الإصدار   | الأمامية | الخلفية | الوجه الأمامي     | الوجه الخلفي | جهة الإصدار         |
| --------- | -------- | ------- | ----------------- | ------------ | ------------------- |
| 1914-1924 |          |         | معبد خنسو بالكرنك | زخارف هندسية | البنك الأهلي المصري |

### عهد الملك أحمد فؤاد الأول (1924-1926)
بعد إعلان مصر مملكة مستقلة وإعلان السلطان أحمد فؤاد الأول ملكًا. سُكت النقود في دور السكّ البريطانية.
| الإصدار   | الصورة   | الصورة  | الوصف                                              | الوصف        | جهة الإصدار         |
| الإصدار   | الأمامية | الخلفية | الوجه الأمامي                                      | الوجه الخلفي | جهة الإصدار         |
| --------- | -------- | ------- | -------------------------------------------------- | ------------ | ------------------- |
| 1924-1926 |          |         | جمل وأشخاص بالزي البدوي أمام أسوار القاهرة والقلعة | زخارف هندسية | البنك الأهلي المصري |

### جنيه الفلاح (1926-1930)
| الإصدار   | الصورة   | الصورة  | الوصف                     | الوصف               |
| الإصدار   | الأمامية | الخلفية | الوجه الأمامي             | الوجه الخلفي        |
| --------- | -------- | ------- | ------------------------- | ------------------- |
| 1926-1930 |          |         | صورة فلاح مصري "عم إدريس" | مسجد المنصور قلاوون |

### الجنيه بالعلامة المائية (1930-1950)
بدأ استخدام العلامة المائية (خيط معدني) كوسيلة ضد التزييف.
| الإصدار   | الصورة   | الصورة  | الأبعاد  | الوصف         | الوصف               |
| الإصدار   | الأمامية | الخلفية | الأبعاد  | الوجه الأمامي | الوجه الخلفي        |
| --------- | -------- | ------- | -------- | ------------- | ------------------- |
| 1930-1950 |          |         | 161x86مم | توت عنخ آمون  | مسجد المنصور قلاوون |

### جنيه الملك فاروق (1950-1952)
الملك فاروق هو الحاكم المصري الوحيد الذي وضع صورته على الأوراق النقدية المصرية في عهده.
| الإصدار   | الصورة   | الصورة  | الوصف         | الوصف        |
| الإصدار   | الأمامية | الخلفية | الوجه الأمامي | الوجه الخلفي |
| --------- | -------- | ------- | ------------- | ------------ |
| 1950-1952 |          |         |               |              |

### عصر الجمهورية (1952-1963)
بعد ثورة 23 يوليو، عاد شكل الجنيه إلى التصميم الخاص بسنة 1950 لكن باستبدال صورة الملك فاروق الأول بصورة توت عنغ آمون.
| الإصدار   | الصورة   | الصورة  | الوصف         | الوصف                  |
| الإصدار   | الأمامية | الخلفية | الوجه الأمامي | الوجه الخلفي           |
| --------- | -------- | ------- | ------------- | ---------------------- |
| 1952-1963 |          |         | توت عنخ آمون  | معبد إيزيس بجزيرة فيلة |

### الإصدار الأول للبنك المركزي المصري (1963-1968)
تأسس البنك المركزي المصري وفقًا للقانون رقم 250 لسنة 1960، وأصدر الجنيه المصري لأول مرة عام 1963 عن طريق البنك المركزي وليس البنك الأهلي المصري.
| الإصدار   | الصورة   | الصورة  | الوصف         | الوصف                      |
| الإصدار   | الأمامية | الخلفية | الوجه الأمامي | الوجه الخلفي               |
| --------- | -------- | ------- | ------------- | -------------------------- |
| 1963-1968 |          |         | توت عنخ آمون  | زخارف وخطوط هندسية متداخلة |

### التصميم الجديد (1968-1979)
بدأ البنك المركزي في عام 1968 باستخدام الخيط المعدني كوسيلة من وسائل الضمان ضد التزييف.
| الإصدار   | الصورة   | الصورة  | الوصف                | الوصف         |
| الإصدار   | الأمامية | الخلفية | الوجه الأمامي        | الوجه الخلفي  |
| --------- | -------- | ------- | -------------------- | ------------- |
| 1968-1979 |          |         | مسجد السلطان قايتباي | معبد أبو سمبل |

### التصميم الحالي (1979-حتى الآن)
في 15 مايو 1979، أصدر البنك المركزي ورقة جنيه واحد بحجم أصغر من سابقتها، وهو التصميم المستمر حتى اليوم للجنيه الورقي.
| الإصدار       | الصورة   | الصورة  | الوصف                | الوصف           |
| الإصدار       | الأمامية | الخلفية | الوجه الأمامي        | الوجه الخلفي    |
| ------------- | -------- | ------- | -------------------- | --------------- |
| 1979-حتى الآن |          |         | مسجد السلطان قايتباي | ، معبد أبو سمبل |

## الإصدار المعدني
ظهر الإصدار المعدني للجنيه المصري لأول مرة في عام 2005.

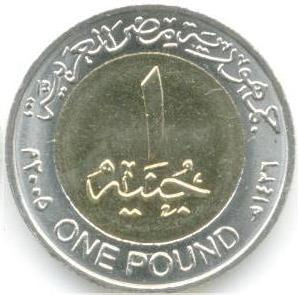
1 جنيه معدني (2005)

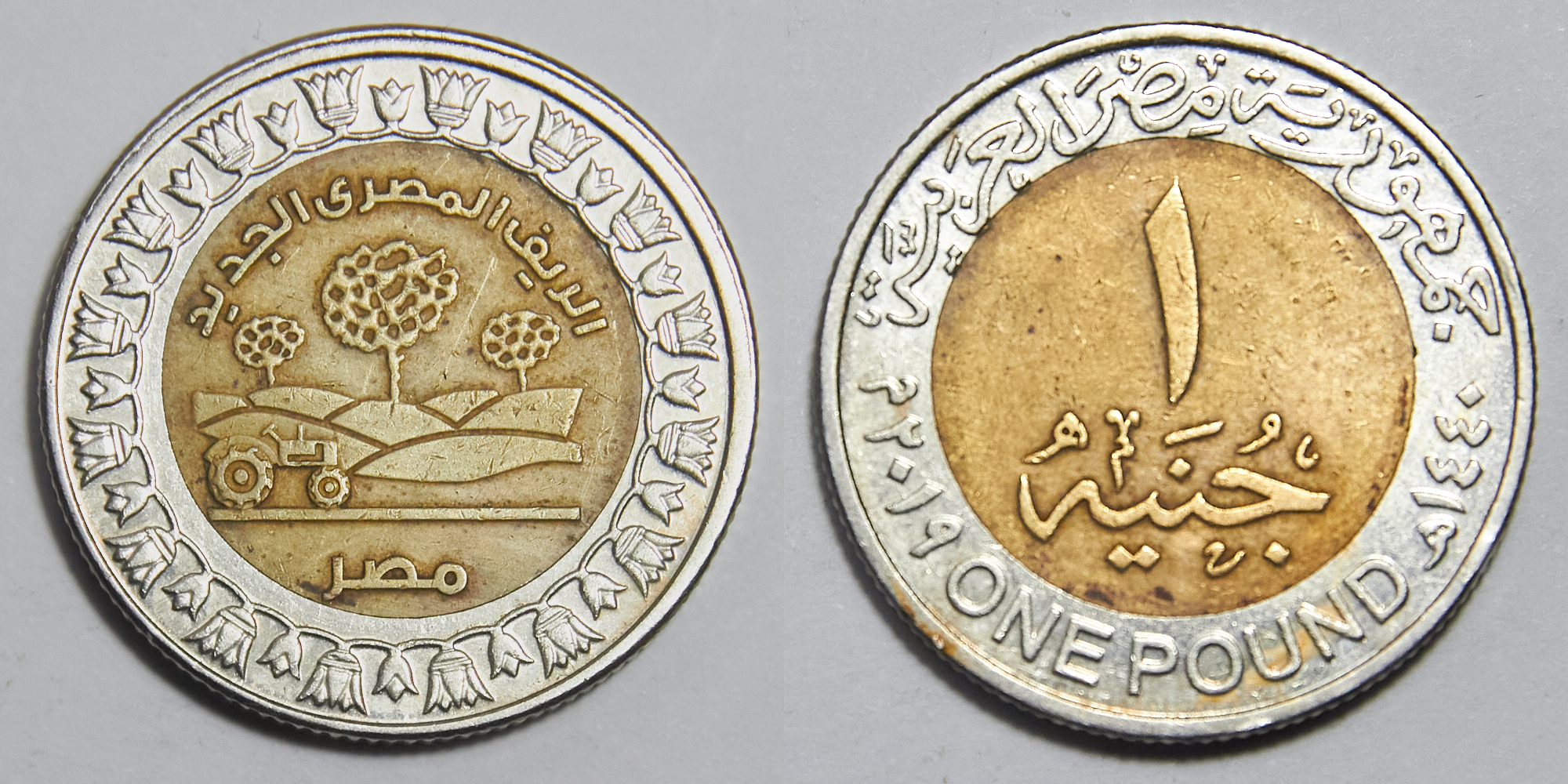
1 جنيه معدني تذكاري (2019)